# Jovan Adepo

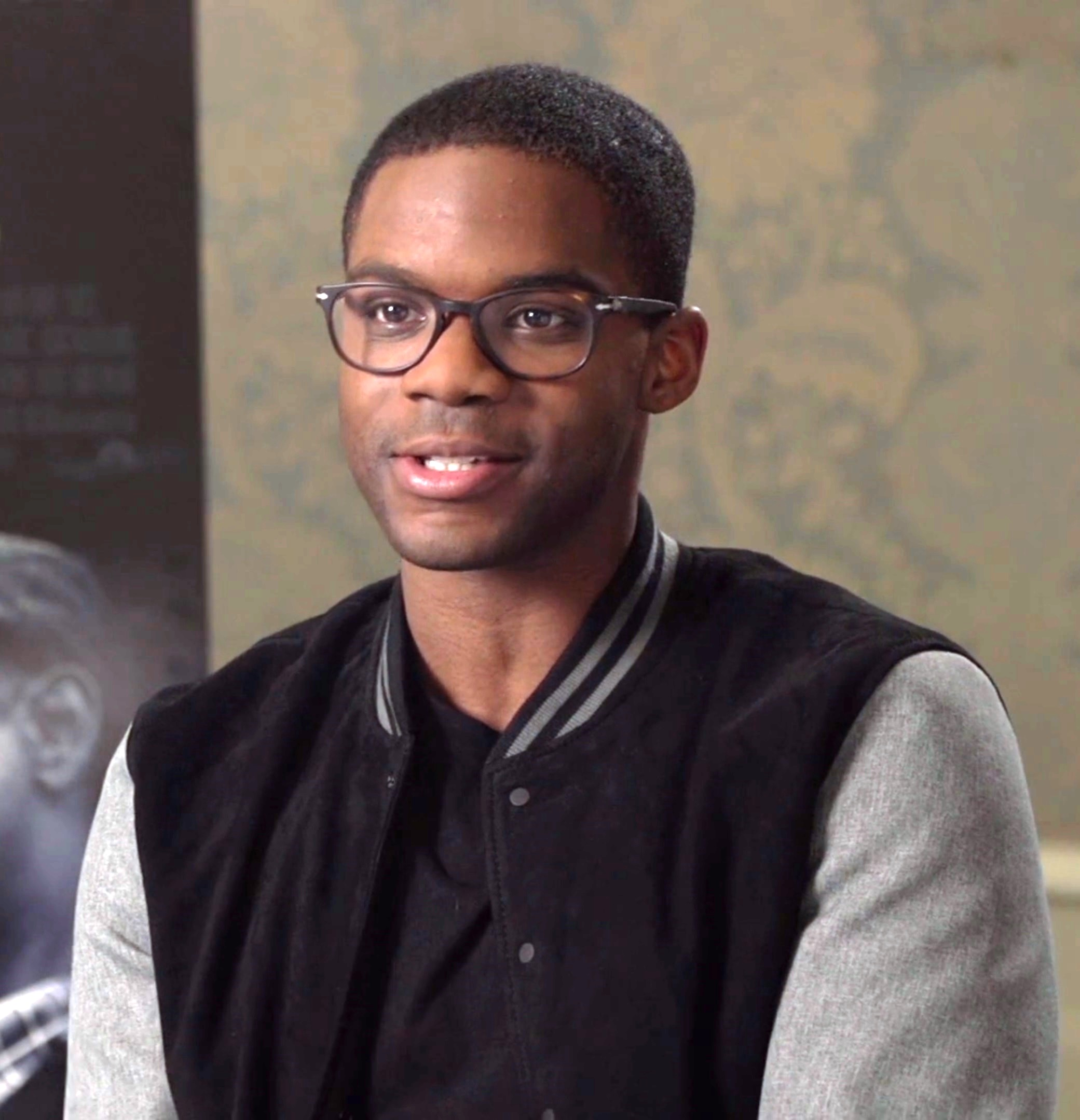
Jovan Adepo (2016)

Jovan Adepo (* 6. September 1988 in Upper Heyford, Grafschaft Oxfordshire) ist ein Film- und Theaterschauspieler mit US-amerikanischer und britischer Staatsbürgerschaft.

## Leben
Jovan Adepo wurde 1988 in Upper Heyford in der Grafschaft Oxfordshire geboren. Seine Mutter ist nigerianischer Herkunft, sein Vater ist US-Amerikaner und stammt aus Chattanooga in Tennessee. Im Alter von zwei Jahren zog er mit seiner Familie in die USA und wuchs in Maryland auf. Er besitzt die doppelte Staatsbürgerschaft. Adepo studierte Politikwissenschaften und wollte Journalist werden. Nach seinem Umzug nach Los Angeles konnte er erste Erfahrungen als Schauspieler sammeln. Dennoch kehrte er 2012 nach Maryland zurück, wo er die Bekanntschaft mit der Schauspielerin und Oscar-Preisträgerin Viola Davis machte, die zu seiner Mentorin wurde.
Durch Davis erhielt Adepo auch seine erste Filmrolle als ihr Sohn Cory Maxson in der Leinwandadaption Fences von Denzel Washington, der im Film auch seinen Vater spielt. In dieser Zeit stand er zudem für insgesamt 18 Folgen der Fernsehserie The Leftovers von HBO in der Rolle von Michael Murphy vor der Kamera. Sein zweites Filmengagement war eine Nebenrolle in Mother! von Darren Aronofsky. Im Horrorfilm Operation: Overlord übernahm er die Hauptrolle als Private Boyce.
Im Jahr 2019 war er an der Seite von Jharrel Jerome, Chris Chalk, Freddy Miyares und Justin Cunningham in der Fernsehserie When They See Us von Ava DuVernay als einer der „Central Park Five“ zu sehen. In dem Mystery-Thriller The Violent Heart von Kerem Sanga spielt Adepo in der Hauptrolle Daniel, der als Kind den Mord seiner Schwester miterlebte und seine Vergangenheit hinter sich zu lassen versucht.
Ab Herbst 2019 stand er an der Seite von James Marsden, Amber Heard und Whoopi Goldberg für die Miniserie The Stand – Das letzte Gefecht vor der Kamera, deren Ausstrahlung 2020 begann. Im November 2019 hatte Adepo seinen ersten Auftritt in der Fernsehserie The Watchmen und übernahm hier die Rolle von Luis Gosset Jr., dem ersten schwulen, afroamerikanischen Superhelden im Fernsehen.
Immer wieder übernahm Adepo auch Theaterrollen, so als Mitglied der Robey Theatre Company in Los Angeles. Mit der Gruppe hatte er 2014 in einer Bühnenproduktion von The Magnificent Dunbar Hotel einen Auftritt. In einer Bühnenvariante von Der Zauberer von Oz am Southern Friendship Theatre war Adepo in der Rolle der Vogelscheuche und am Playhouse Theatre in Wer hat Angst vor Virginia Woolf? in der Rolle von Nick zu sehen.

## Filmografie (Auswahl)
- 2015–2017: The Leftovers (Fernsehserie, 18 Folgen)
- 2016: Fences
- 2017: Mother!
- 2018: Operation: Overlord
- 2018–2019: Sorry for Your Loss (20 Folgen)
- 2019: When They See Us (Fernsehserie, 2 Folgen)
- 2019: Tom Clancy’s Jack Ryan (Fernsehserie, 8 Folgen)
- 2019: Watchmen (Fernsehserie, 3 Folgen)
- 2019: The Planters (Stimme)
- 2020: The Violent Heart
- 2020–2021: The Stand – Das letzte Gefecht (The Stand, Fernsehserie, 8 Folgen)
- 2022: Babylon – Rausch der Ekstase (Babylon)
- 2023: Drei Töchter (His Three Daughters)
- 2024: 3 Body Problem (Fernsehserie)

## Theaterrollen (Auswahl)
- The Dutchman (Rolle von Clay, The Playhouse Theatre)
- Greenwich Village (Rolle von Paul, The Playhouse Theatre)
- Der Zauberer von Oz (Rolle der Vogelscheuche, Southern Friendship Theatre)
- Wer hat Angst vor Virginia Woolf? (Rolle von Nick, The Playhouse Theatre)

## Auszeichnungen (Auswahl)
Black Reel Award
- 2017: Nominierung als Bester Nebendarsteller, Film (Fences)
- 2017: Nominierung als Bester Nachwuchsdarsteller (Fences)